# Abdessamad Chahiri
Abdessamad Chahiri (17 maggio 1982) è un ex calciatore marocchino, di ruolo difensore.

## Carriera

### Club
Ha sempre giocato nel campionato marocchino.

### Nazionale
Con la Nazionale marocchina ha preso parte alla Coppa d'Africa 2008.